# Finale Copa del Rey 2017
De finale van de Copa del Rey van het seizoen 2016/17 werd op zaterdag 27 mei 2017 gespeeld in het Estadio Vicente Calderón in Madrid. Titelverdediger FC Barcelona won met 3–1 van Deportivo Alavés.

## Finale

### Voorgeschiedenis
Het was de eerste keer dat Deportivo Alavés in de finale van de Spaanse beker stond. Barcelona was de recordhouder met 28 eindzeges. Het kon de trofee voor de derde keer op rij winnen. In de heenronde van het seizoen 2016/17 van de Primera División won Alavés in Camp Nou met 1–2 van Barcelona. In de terugronde trok Barcelona aan het langste eind en werd het 0–6 voor de Catalanen.

### Wedstrijd
|                                             |                                    |       |                  |                                                                                         |
| 27 mei 2017 21:30 UTC+2 Finale Copa del Rey | FC Barcelona                       | 3 – 1 | Deportivo Alavés | Estadio Vicente Calderón, Madrid Toeschouwers: 45.000 Scheidsrechter: Carlos Clos Gómez |
| 27 mei 2017 21:30 UTC+2 Finale Copa del Rey | Messi 30' Neymar 45' Alcácer 45+3' |       | 33' Theo         | Estadio Vicente Calderón, Madrid Toeschouwers: 45.000 Scheidsrechter: Carlos Clos Gómez |

| Barcelona | Alavés |

| FC Barcelona:  |    |                       |     |
|                |    |                       |     |
| GK             | 13 | Jasper Cillessen      |     |
| RB             | 14 | Javier Mascherano     | 11' |
| CB             | 3  | Gerard Piqué          |     |
| CB             | 23 | Samuel Umtiti         | 42' |
| LB             | 18 | Jordi Alba            |     |
| CM             | 4  | Ivan Rakitić          | 83' |
| DM             | 5  | Sergio Busquets       |     |
| CM             | 8  | Andrés Iniesta        | 76' |
| RW             | 10 | Lionel Messi          | 76' |
| CF             | 17 | Paco Alcácer          |     |
| LW             | 11 | Neymar                |     |
| Wisselspelers: |    |                       |     |
| GK             | 1  | Marc-André ter Stegen |     |
| MF             | 6  | Denis Suárez          |     |
| MF             | 7  | Arda Turan            |     |
| DF             | 19 | Lucas Digne           |     |
| MF             | 21 | André Gomes           | 11' |
| DF             | 22 | Aleix Vidal           | 83' |
| DF             | 33 | Marlon                |     |
| Coach:         |    |                       |     |
| Luis Enrique   |    |                       |     |

| Deportivo Alavés:   |    |                  |         |
|                     |    |                  |         |
| GK                  | 1  | Fernando Pacheco |         |
| RB                  | 21 | Kiko Femenía     |         |
| CB                  | 22 | Carlos Vigaray   |         |
| CB                  | 2  | Rodrigo Ely      | 49'     |
| CB                  | 24 | Zouhair Feddal   |         |
| LB                  | 15 | Theo Hernández   | 79'     |
| RW                  | 17 | Édgar Méndez     | 16' 59' |
| CM                  | 6  | Marcos Llorente  |         |
| CM                  | 19 | Manu García      | 39'     |
| LW                  | 11 | Ibai Gómez       | 60'     |
| CF                  | 20 | Deyverson        | 88'     |
| Wisselspelers:      |    |                  |         |
| DF                  | 4  | Alexis           |         |
| FW                  | 7  | Rubén Sobrino    | 60' 76' |
| MF                  | 8  | Víctor Camarasa  | 59'     |
| MF                  | 10 | Óscar Romero     | 79'     |
| GK                  | 13 | Adrián Ortolá    |         |
| MF                  | 16 | Daniel Torres    |         |
| FW                  | 18 | Gaizka Toquero   |         |
| Coach:              |    |                  |         |
| Mauricio Pellegrino |    |                  |         |